# Banque centrale du Timor oriental
La banque centrale du Timor oriental (en portugais : Banco Central de Timor-Leste) est la banque centrale du Timor oriental dont les principales fonctions comprennent la gestion de la monnaie timoraise et le maintien d'une réserve nationale d'or et de devises étrangères. Elle a été créée sous sa forme actuelle en 2011. Son siège est situé à Dili.

## Histoire
La banque a été officiellement créée le 13 septembre 2011, remplaçant l'Autoridade Bancaria e de pagamentos de Timor-Leste (BPA) et le Gabinete central de Pagamentos.

## Gouverneurs de la banque
| Rang | Nom                   | Mandat                       |
| ---- | --------------------- | ---------------------------- |
| 1er  | Abraão de Vasconcelos | (13 septembre 2011 - Actuel) |